# Columbia Pictures
Columbia Pictures Industries, Inc., cunoscută obișnuit ca Columbia Pictures sau simplu Columbia, este o companie americană de producție și distribuție de filme care este unitatea emblematică a Sony Pictures Motion Picture Group, o divizie a Sony Pictures Entertainment, care este unul dintre cele cinci studiouri majore și o subsidiară a conglomeratului multinațional Sony.
Pe 19 iunie 1918, frații Harry și Jack Cohn alături de partenerul lor de afaceri Joe Brandt au fondat Cohn-Brandt-Cohn (CBC) Film Sales Corporation. A adoptat numele de Columbia Pictures în 10 ianuarie 1924 (operând sub numele de Columbia Pictures Corporation până în 1968), devenind public doi ani mai târziu și a început eventual să folosească imaginea Columbiei, personificarea feminină a Statelor Unite, ca drept logo al acestuia.
În anii săi de început, Columbia a fost un jucător minor în Hollywood, dar apoi a început să crească spre sfârșitul anilor 1920 datorită unei asocieri de succes cu regizorul Frank Capra. Cu Capra și ceilalți cum ar fi grupul Cei Trei Nătărăi, Columbia a devenit un lider în comedia screwball. În anii 1930, Jean Arthur și Cary Grant erau în contracte majore cu Columbia. În anii 1940, Rita Hayworth a devenit starul principal al studioului și l-a îmbogățit până la sfârșitul anilor 1950. Rosalind Russell, Glenn Ford și William Holden au devenit de asemenea staruri majore ale studioului.
Este unul dintre studiourile conducătoare de film din lume, și a fost unul dintre așa-zișii "Mici Trei" printre cele opt studiouri majore de film din era de aur a Hollywood-ului. Astăzi a devenit al treilea cel mai mare studio major de film.
Columbia a fost de asemenea responsabil cu distribuirea seriei de filme Silly Symphonies și desenelor Mickey Mouse de la Disney din 1929 până în 1932. Studioul se află la clădirea Irving Thalberg la fostul lot Metro-Goldwyn-Mayer (acum cunoscut ca Sony Pictures Studios) în Culver City, California din 1990.
Columbia Pictures este un membru al Asociației Cineaștilor din America (ACA) sub Sony Pictures Entertainment, și este una dintre cele cinci mărci live action ale Sony Pictures Motion Picture Group, cu celelalte fiind TriStar Pictures, Screen Gems, Sony Pictures Classics și 3000 Pictures. Francizele cu cel mai mare succes comercial ale Columbia includ Omul-Păianjen, James Bond, Jumanji, Băieți răi și Vânătorii de fantome, iar filmul cu cele mai mari încasări în toată lumea al studioului este Omul-Păianjen: Niciun drum spre casă, cu un box-office de 1,92 de miliarde de $.